# Шкло (ґміна)
Ґміна Шкло — колишня (1934—1939 рр.) сільська ґміна у Яворівському повіті Львівського воєводства Польської республіки (1918—1939) рр. та у Крайсгауптманшафті Лемберг-Ланд Дистрикту Галичина Третього Райху. Центром ґміни було село Шкло.
1 серпня 1934 р. було створено ґміну Шкло в Яворівському повіті. До неї увійшли сільські громади: Воля Стажиска (Воля-Старицька), Залуже (Залужжя), Курнікі (Курники), Олшаніца (Вільшаниця), Стажиска (Старичі), Шкло, Цетуля, Яжув Нови (Новий Яр)
У 1934 р. територія ґміни становила 146,44 км². Населення ґміни станом на 1931 рік становило 10 651 особа. Налічувалось 1 896 житлових будинків.
Національний склад населення ґміни Шкло на 01.01.1939:
| село           | населення | українці-грекокатолики | українці-латинники | євреї  | німці  | поляки |
| -------------- | --------- | ---------------------- | ------------------ | ------ | ------ | ------ |
| Воля Стариська | 650       | 630                    | 10                 | 10     |        |        |
| Залуже         | 1460      | 1410                   | 20                 | 10     |        | 20     |
| Курники        | 1670      | 1645                   | 5                  | 20     |        |        |
| Вільшаниця     | 2020      | 1930                   | 50                 | 40     |        |        |
| Стариська      | 1600      | 1535                   |                    | 25     |        | 40     |
| Шкло           | 2400      | 2230                   | 50                 | 50     | 10     | 60     |
| Цетуля         | 510       | 495                    | 10                 | 5      |        |        |
| Яжів Новий     | 1160      | 1120                   | 20                 | 20     |        |        |
| Загалом        | 11470     | 10995                  | 165                | 180    | 10     | 120    |
| Відсотки       | 100 %     | 95,86 %                | 1,44 %             | 1,57 % | 0,09 % | 1,05 % |

Відповідно до Пакту Молотова — Ріббентропа 28 вересня територія ґміни була зайнята СРСР. Ґміна ліквідована 17 січня 1940 р. у зв'язку з утворенням Яворівського району.
Гміна (волость) була відновлена на час німецької окупації з липня 1941 р. до липня 1944 р. Зі складу ґміни передано до ґміни Вєжбяни села Воля-Старицька, Залужжя, Курники, Старичі, Цетуля, Яжів Новий, натомість передано з ліквідованої ґміни Нагачув села Бердихів, Брухналь,Молошковичі, Підлуби, а присілки Ліс і Стадники отримали статус сіл.
На 1.03.1943 населення ґміни становило 12 623 особи..
Після зайняття території ґміни Червоною армією в липні 1944 р. ґміну ліквідовано і відновлений поділ на райони.